# Bajrang Punia Kumar
Bajrang Punia Kumar (Khudan, 1994. február 26. –) indiai szabadfogású birkózó. A 2018-as birkózó-világbajnokságon döntőbe jutott 65 kg-os súlycsoportban, szabadfogásban, melyet elvesztett, így ezüstermet szerzett. A 2018-as Ázsia Játékokon szabadfogásban a 65 kg-os súlycsoportban aranyérmet szerzett, míg 2014-ben ugyanezen sportesemény keretein belül ezüstérmes lett. A 2017-es Ázsia Bajnokságon aranyérmet nyert, míg a 2014-es Ázsia Bajnokságon ezüstérmes lett.

## Sportpályafutása
A 2018-as birkózó-világbajnokságon a 65 kg-osok súlycsoportjában megrendezett döntő során a japán Otoguro Takuto volt ellenfele, aki 16–9-re legyőzte.